# Андре Жилль
Андре Жилль (фр. André Gill), наст. имя Луи-Александр Госсе де Гин (Louis-Alexandre Gosset de Guines, 17 октября 1840, Париж — 1 мая 1885, Шарантон-ле-Пон) — французский художник, карикатурист и шансонье.

## Жизнь и творчество

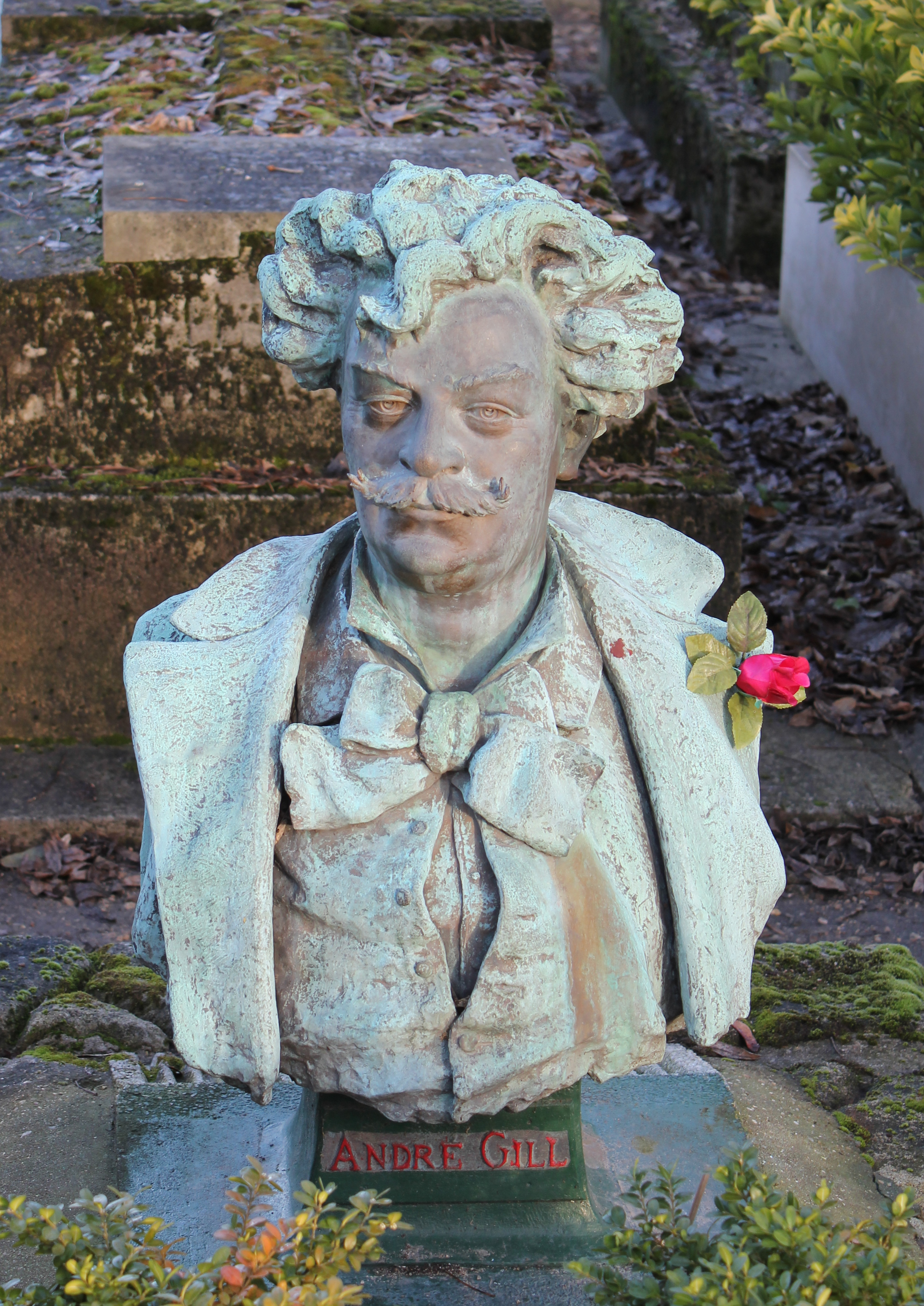
Бюст работы скульптора Лоры Кутан на могиле Андре Жилля

Сын графа де Гин и белошвейки Сильвии-Аделин Госсе. После смерти матери и исчезновения отца ребёнок воспитывается дедом с отцовской стороны. После службы в армии Луи-Александр поступает в Королевскую академию живописи и скульптуры в Париже.
Карьеру художника он начинает карикатуристом в журнале «Ле журналь амюзан» (Le Journal Amusant) под псевдонимом Андре Жилль. Становится самым популярным карикатуристом Франции второй половины XIX века после публикации шаржей на выдающихся людей своей эпохи в 1865—1867 годах в еженедельной газете «Ля люн» (La Lune) — на Сару Бернар, Эмиля Золя, Жюля Верна, Отто фон Бисмарка, Рихарда Вагнера и др. После того, как «Ля люн», опубликовав карикатуру на императора Наполеона III, была закрыта, А. Жилль в 1868—1876 годах работает для журнала «Л’Эклипс» (L'Éclipse). Высмеивая судебную систему страны, художник помещает в номере за 9 августа 1868 года изображение государственного судьи в виде тыквы с выросшими из неё руками и ногами, — в результате чего приговаривается к нескольким месяцам тюремного заключения.
Во время Парижской Коммуны Андре Жилль принимает в ней активное участие и назначается куратором музея Люксембургского дворца; он иллюстрирует социалистическую газету Ля рю (La Rue), издаваемую его другом Жюлем Валлесом. После подавления восстания творчество художника всё чаще подвергается цензуре. В целях борьбы с ней Жилль вступает в общество «Федерация художников» (Fédération des artistes), в которой состояли такие мастера живописи, как Оноре Домье, Камиль Коро и Клод Моне. В 1873 году, в связи с усилением цензурного преследования прогрессивных художников, Андре Жилль создаёт рисунок «Погребение карикатуры» (L’Enterrement de la caricature).
В значительной степени художник политически ориентированный, в середине 1870-х годов А. Жилль всё больше начинает воспевать в своих произведениях жизнь парижской богемы. Такой поворот в его творчестве приводит к разрыву со старым другом Жилля, Жюлем Верном. В 1876—1879 годах Жилль занимает пост главного редактора журнала «Ля люн русс» (La Lune rousse). Как шансонье он выступает в Кабаре убийц (Cabaret des Assassins) на Монмартре. Для этого заведения художник рисует в 1875 году вывеску, изображающую слегка пьяненького кролика, — Проворный кролик (Le Lapin Agile). Кабаре переняло это название, при помощи игры слов превратившись в «кролика Жилля» (lapin à Gill). 
Вскоре после этого художник заболевает психически. Он скончался в психиатрической больнице Шарантон в парижском предместье Шарантон-ле-Пон и похоронен на кладбище Пер-Лашез, участок 95.

## Память
- В честь Андре Жилля назван переулок на Монмартре, где ему установлен небольшой памятник-бюст.

## Галерея

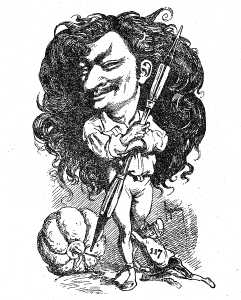
Автопортрет
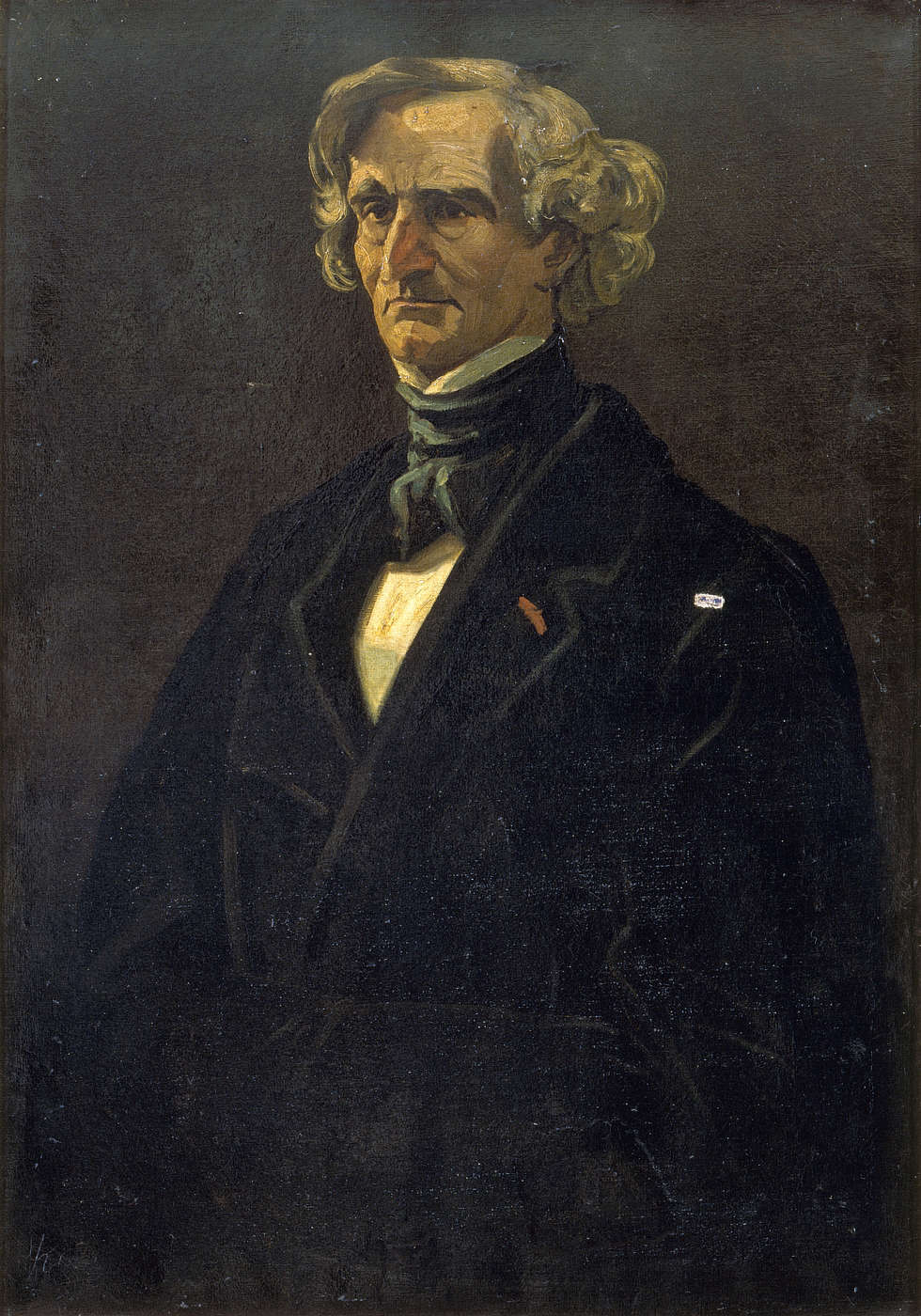
Портрет Гектора Берлиоза
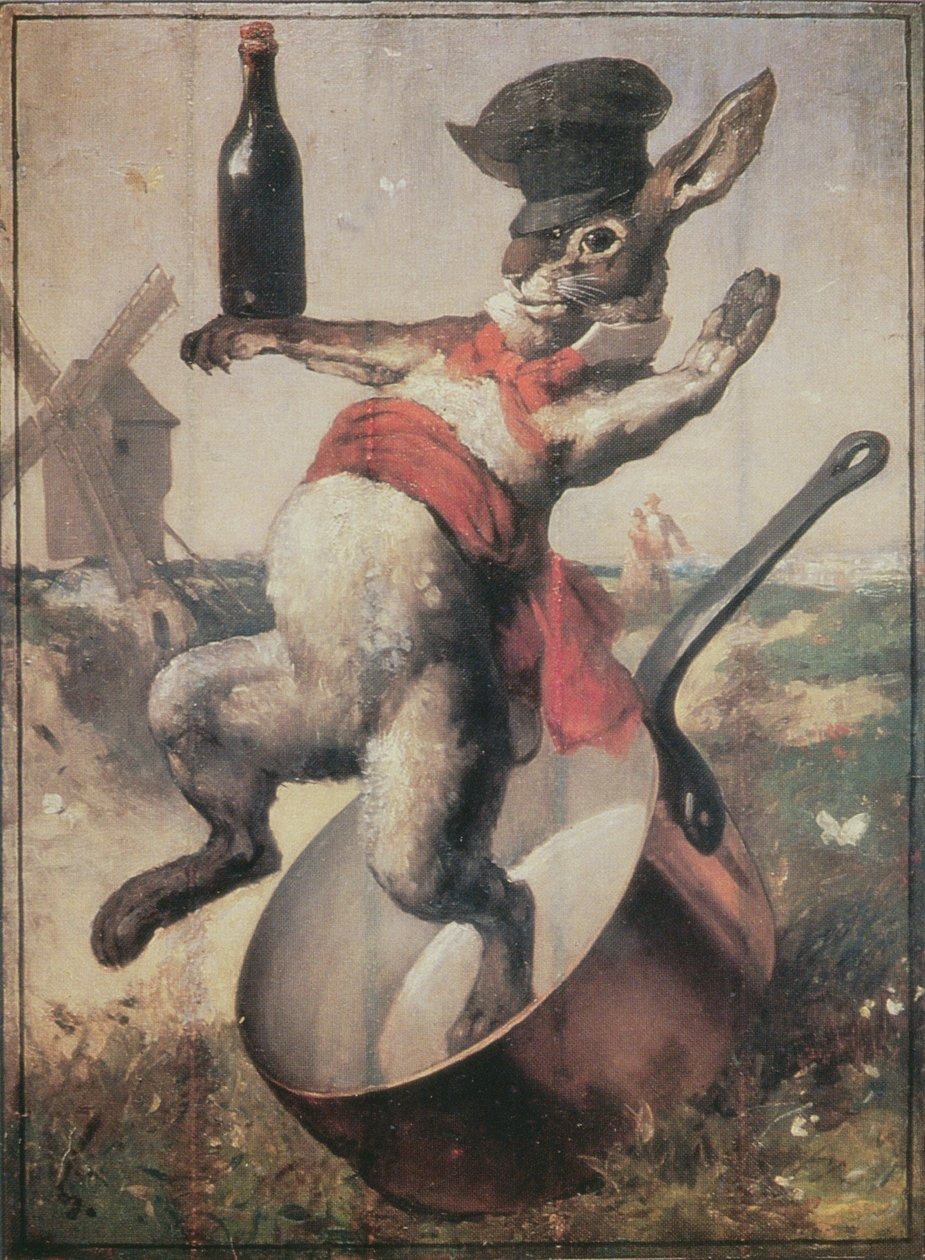
Проворный кролик
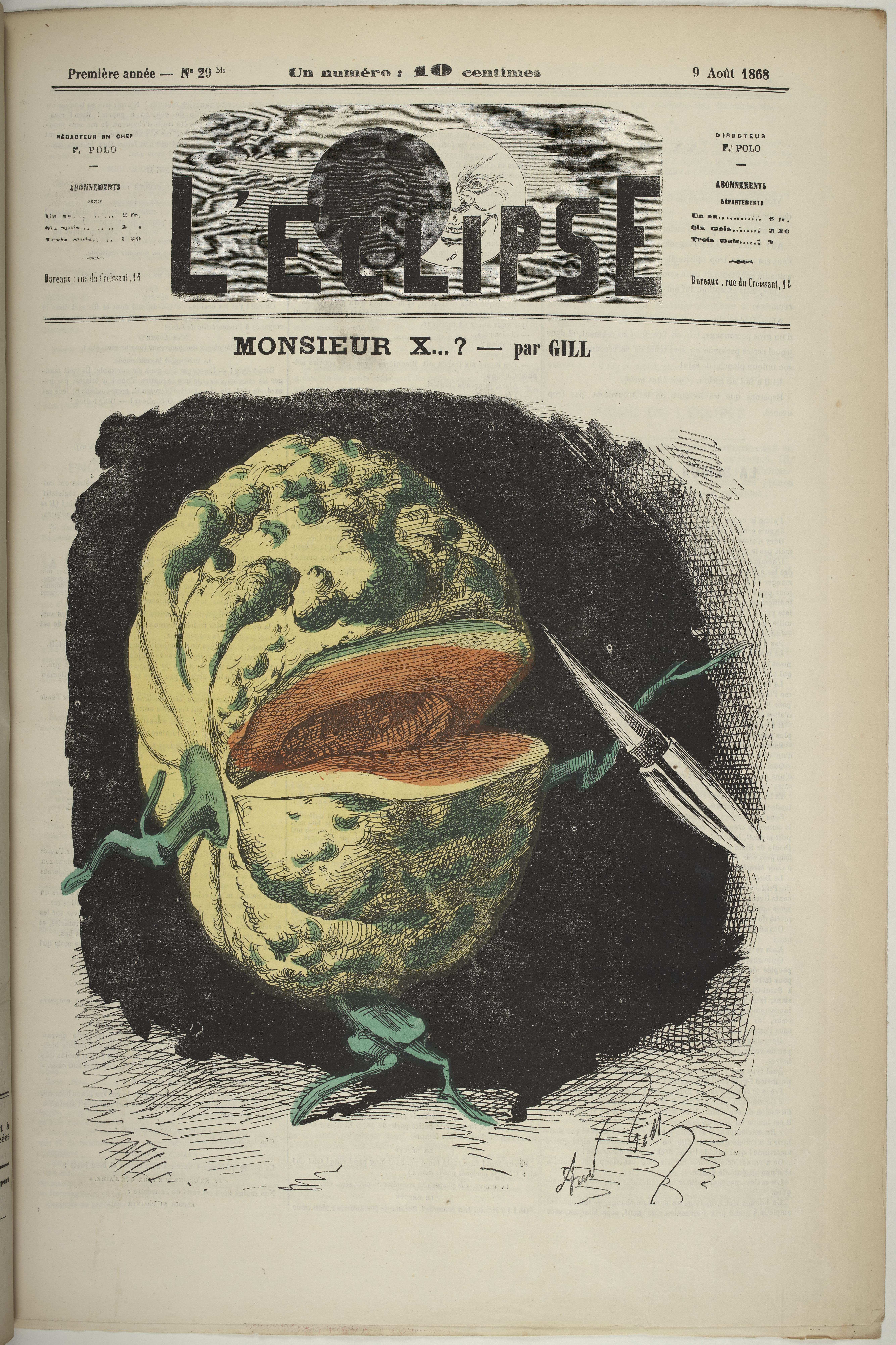
Судья-тыква (монсеньор Х)
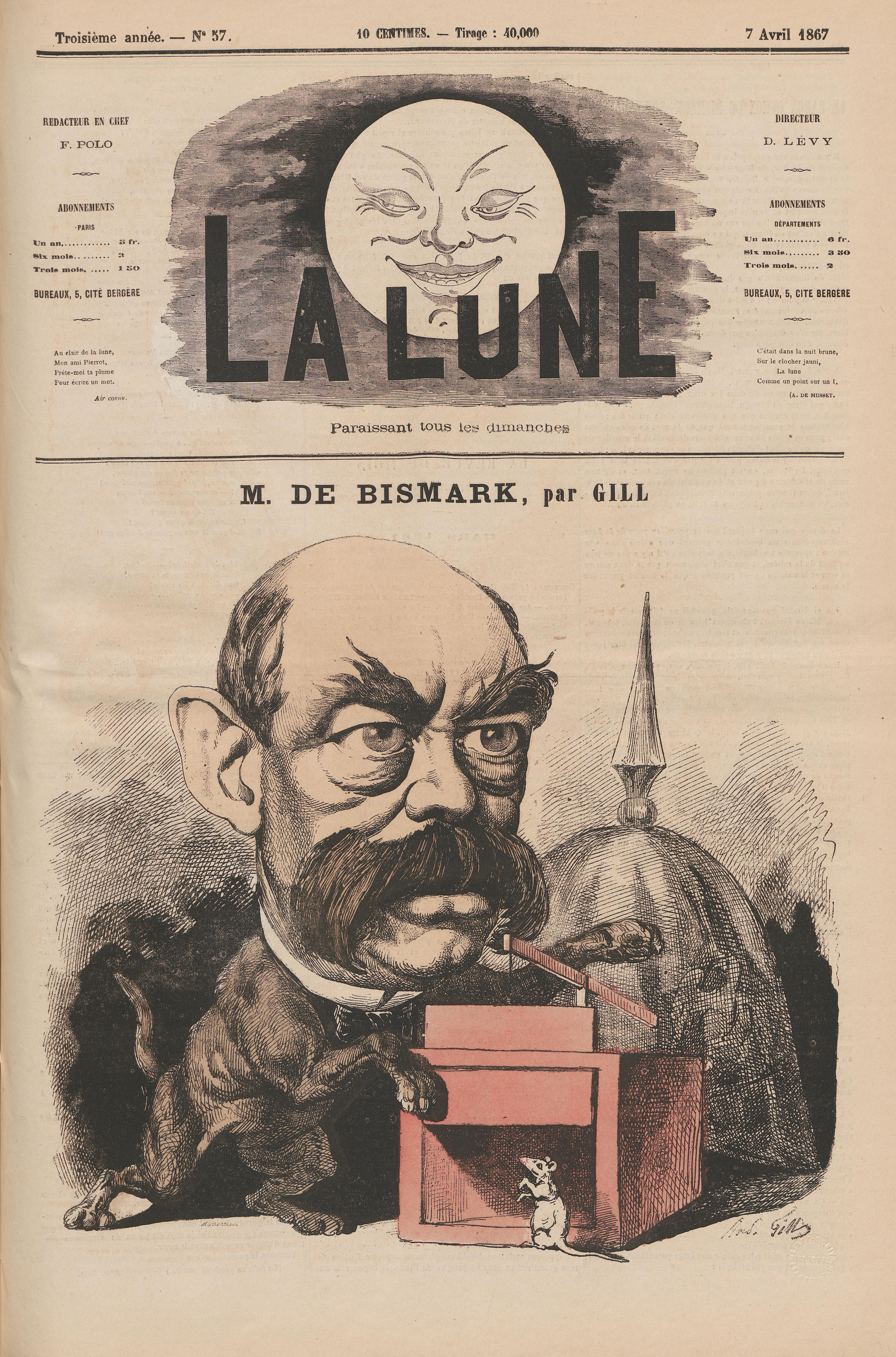
Отто фон Бисмарк
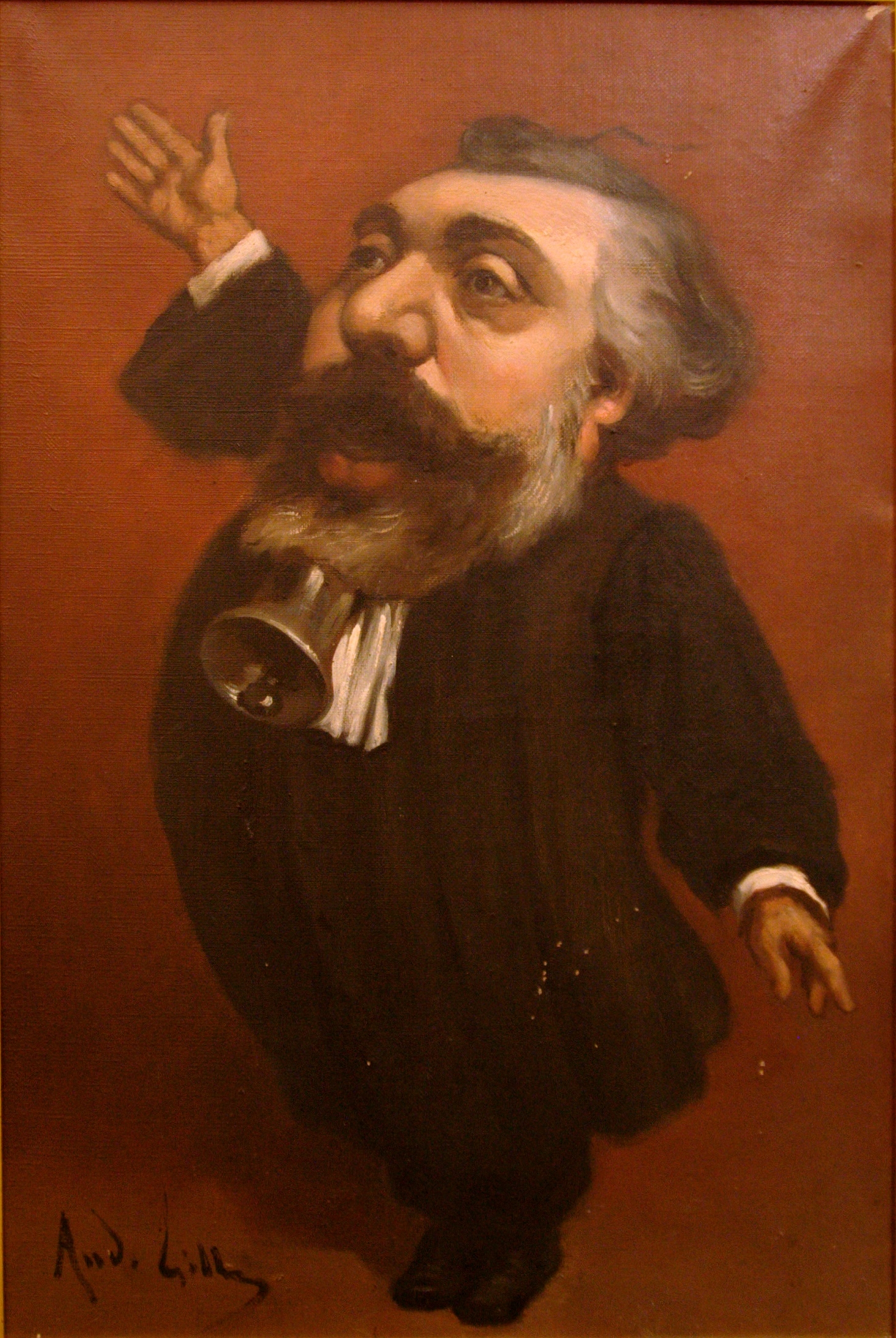
Леон Гамбетта
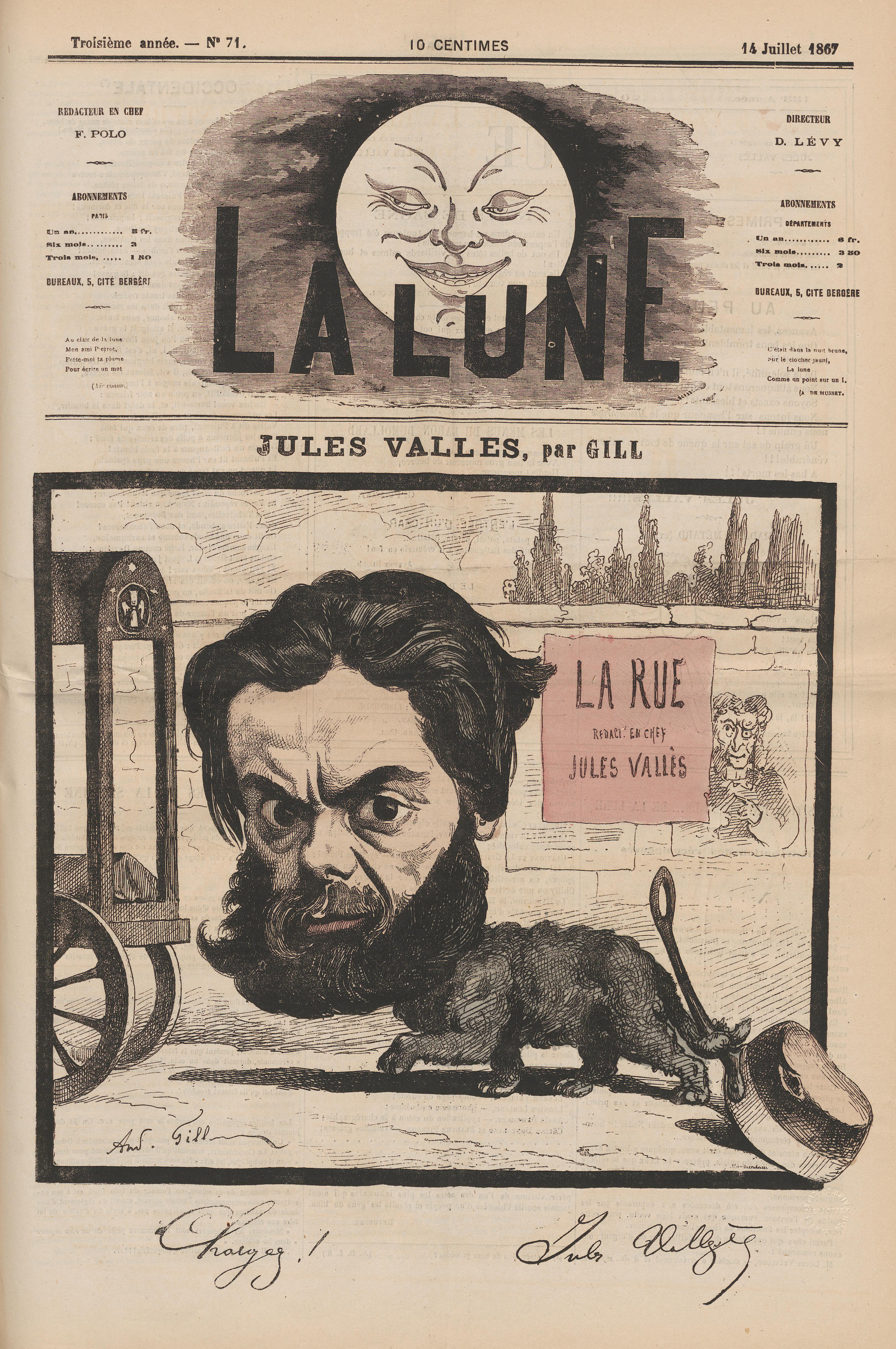
Жюль Валлес
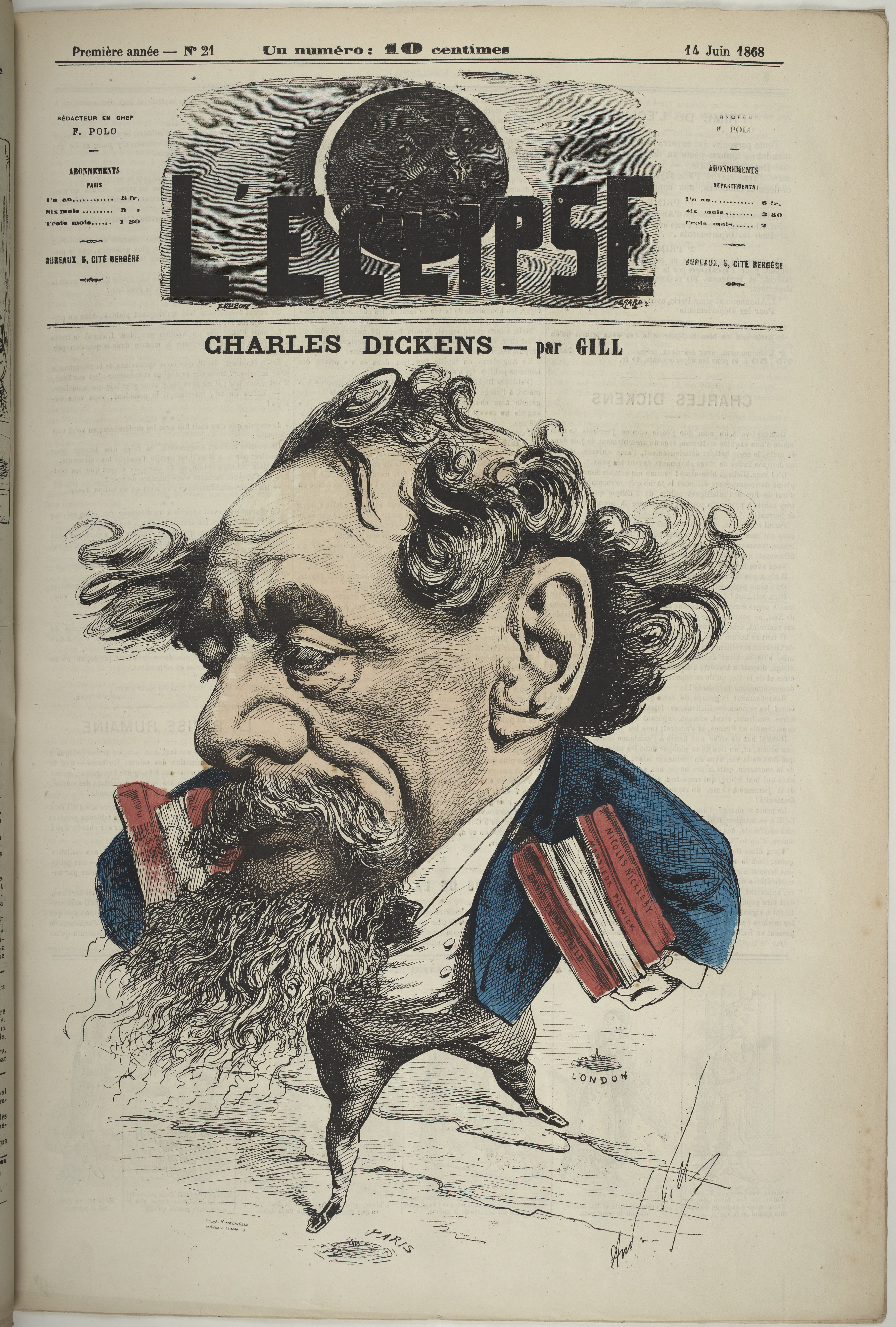
Чарльз Диккенс
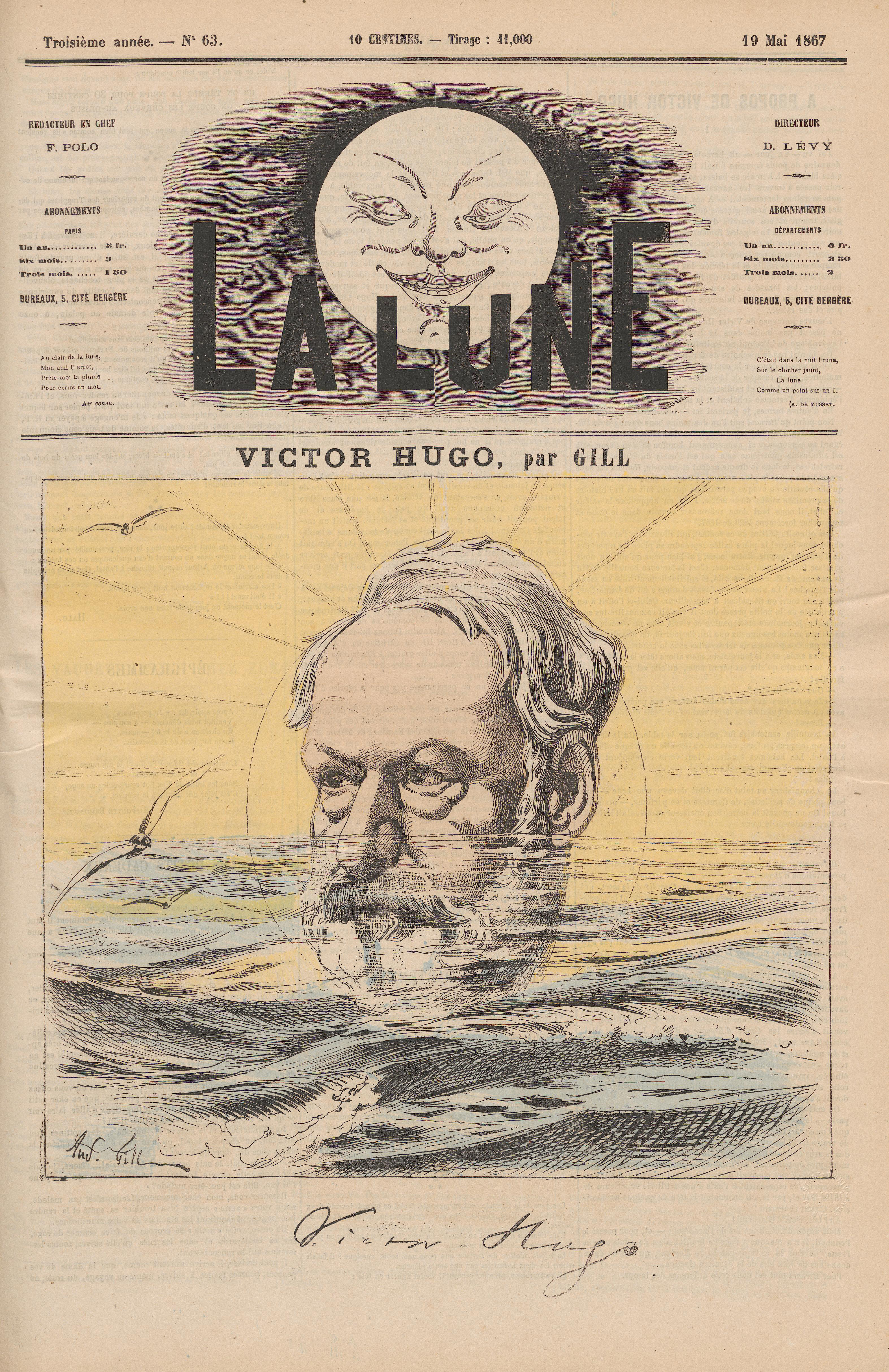
Виктор Гюго
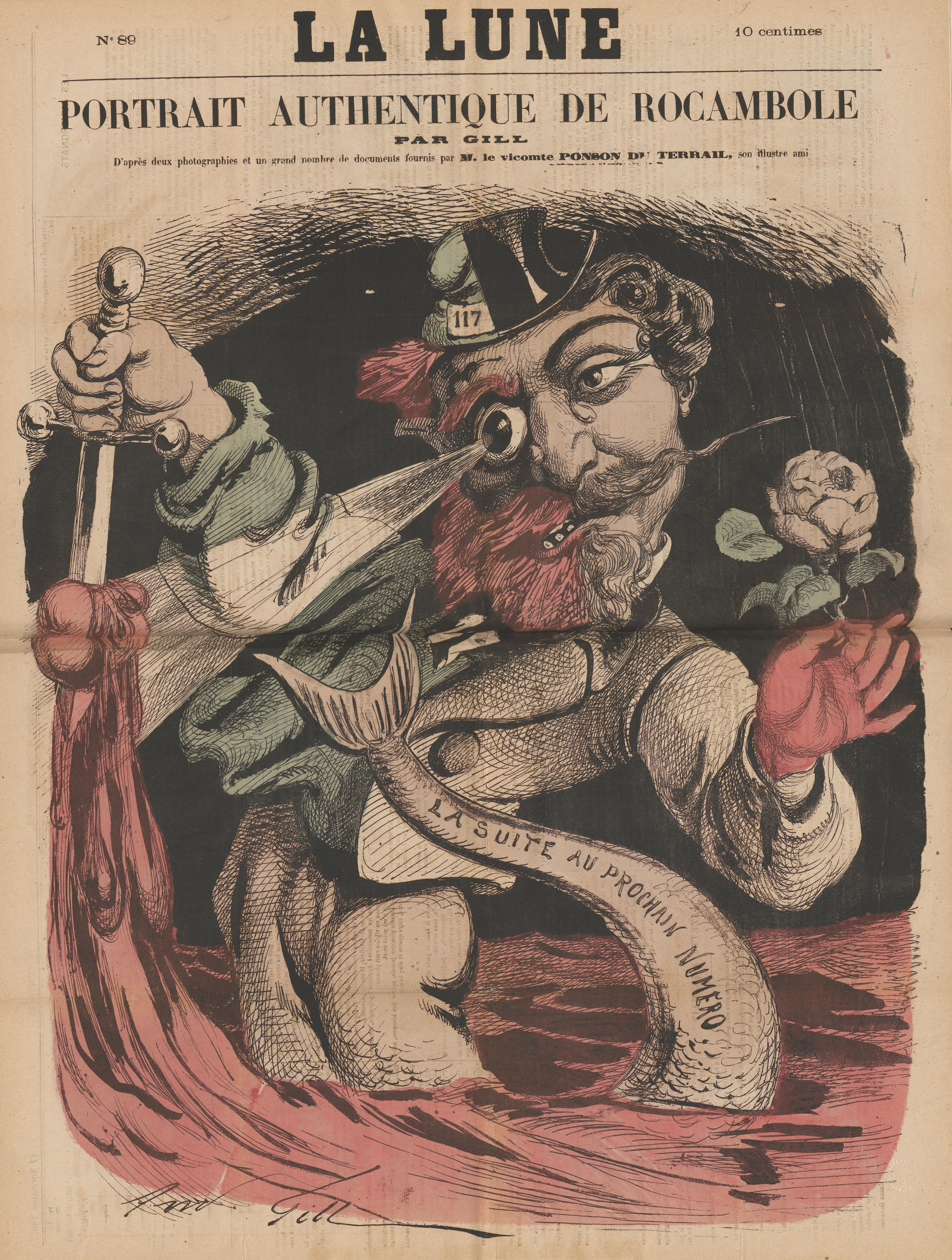
Наполеон III
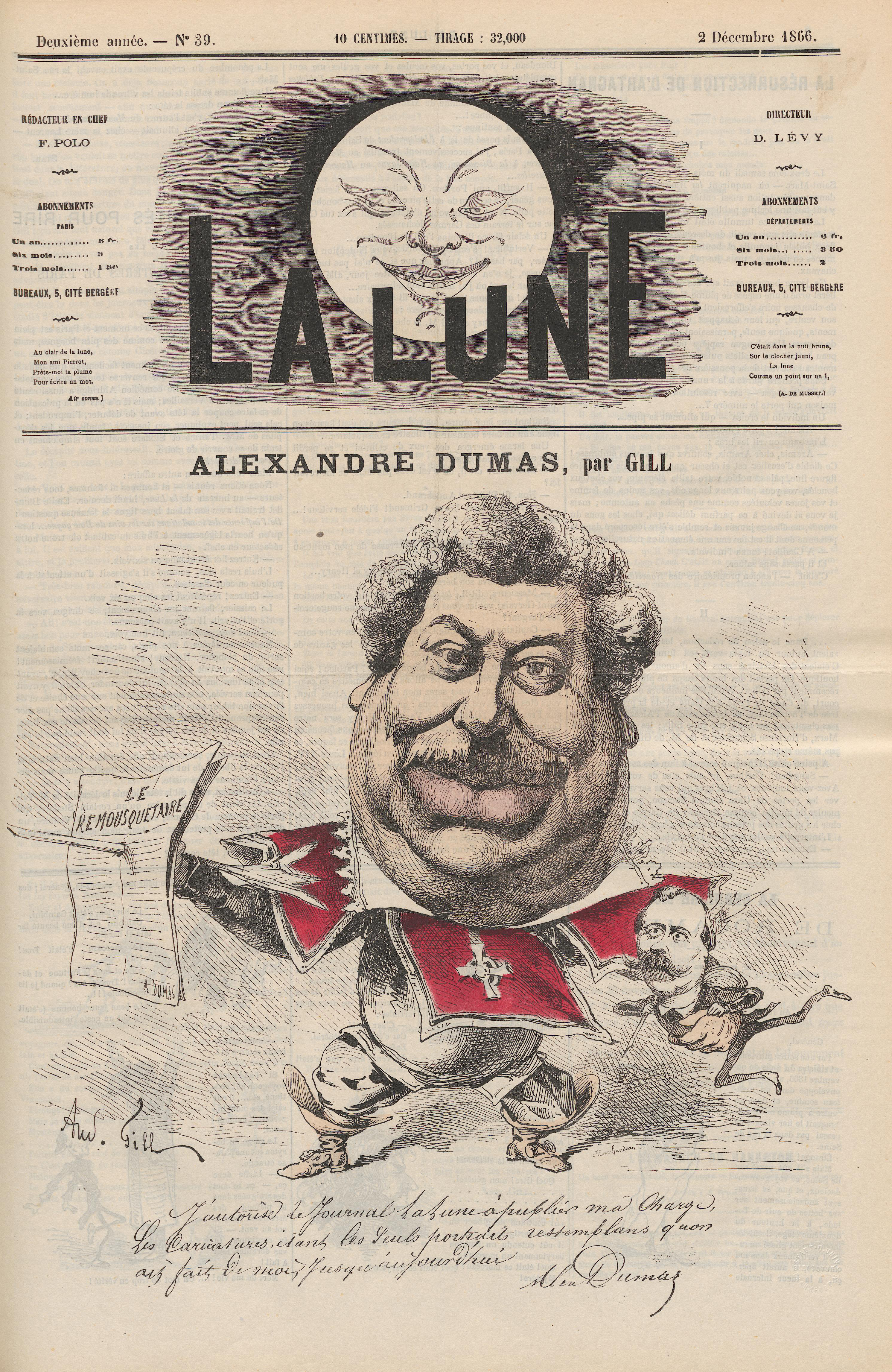
Александр Дюма-отец
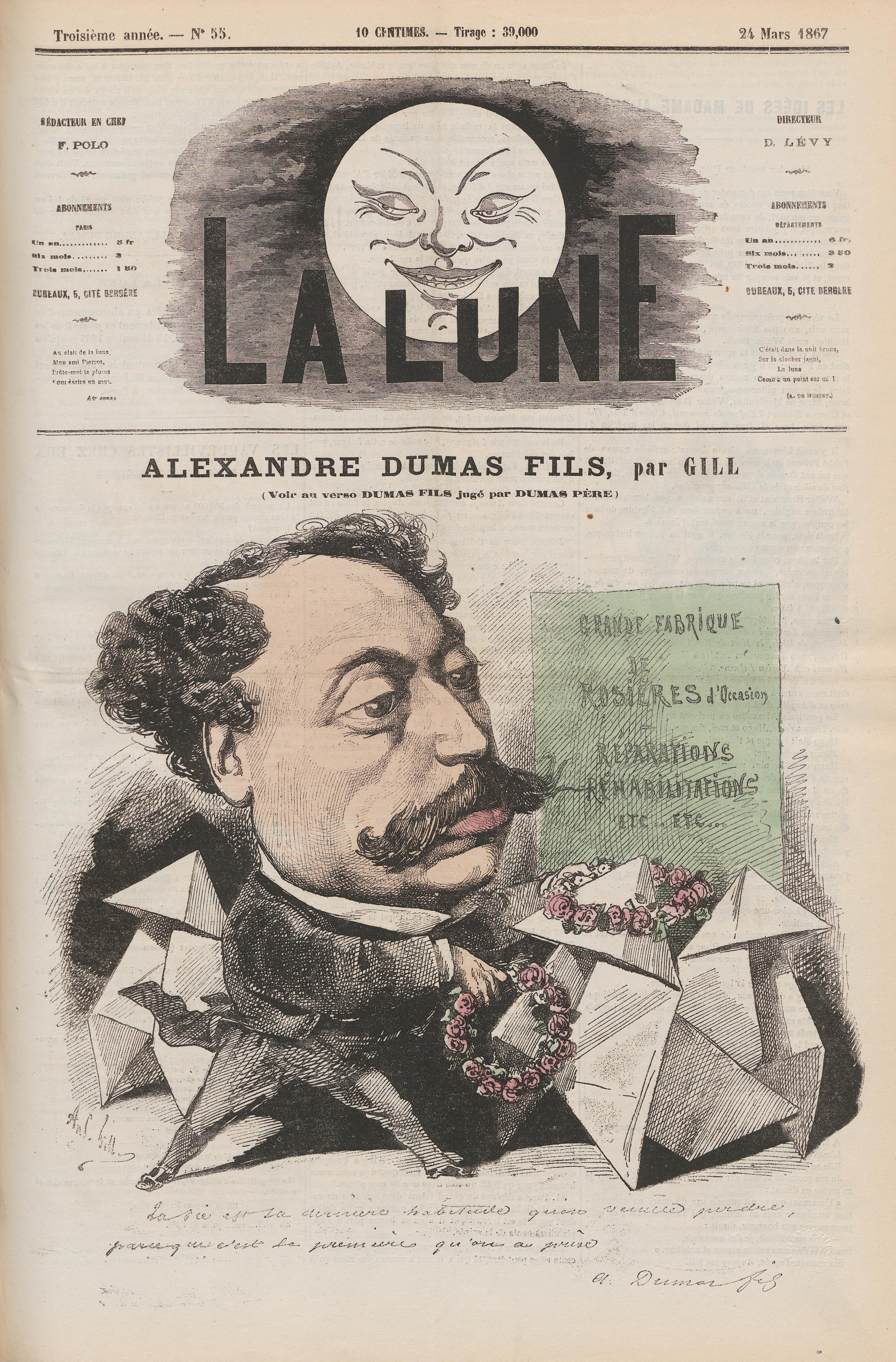
Александр Дюма-сын
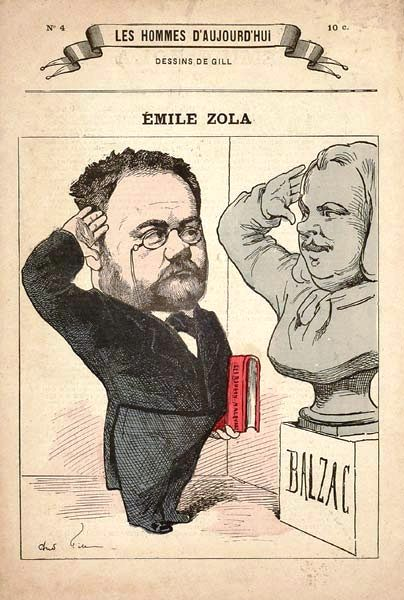
Эмиль Золя
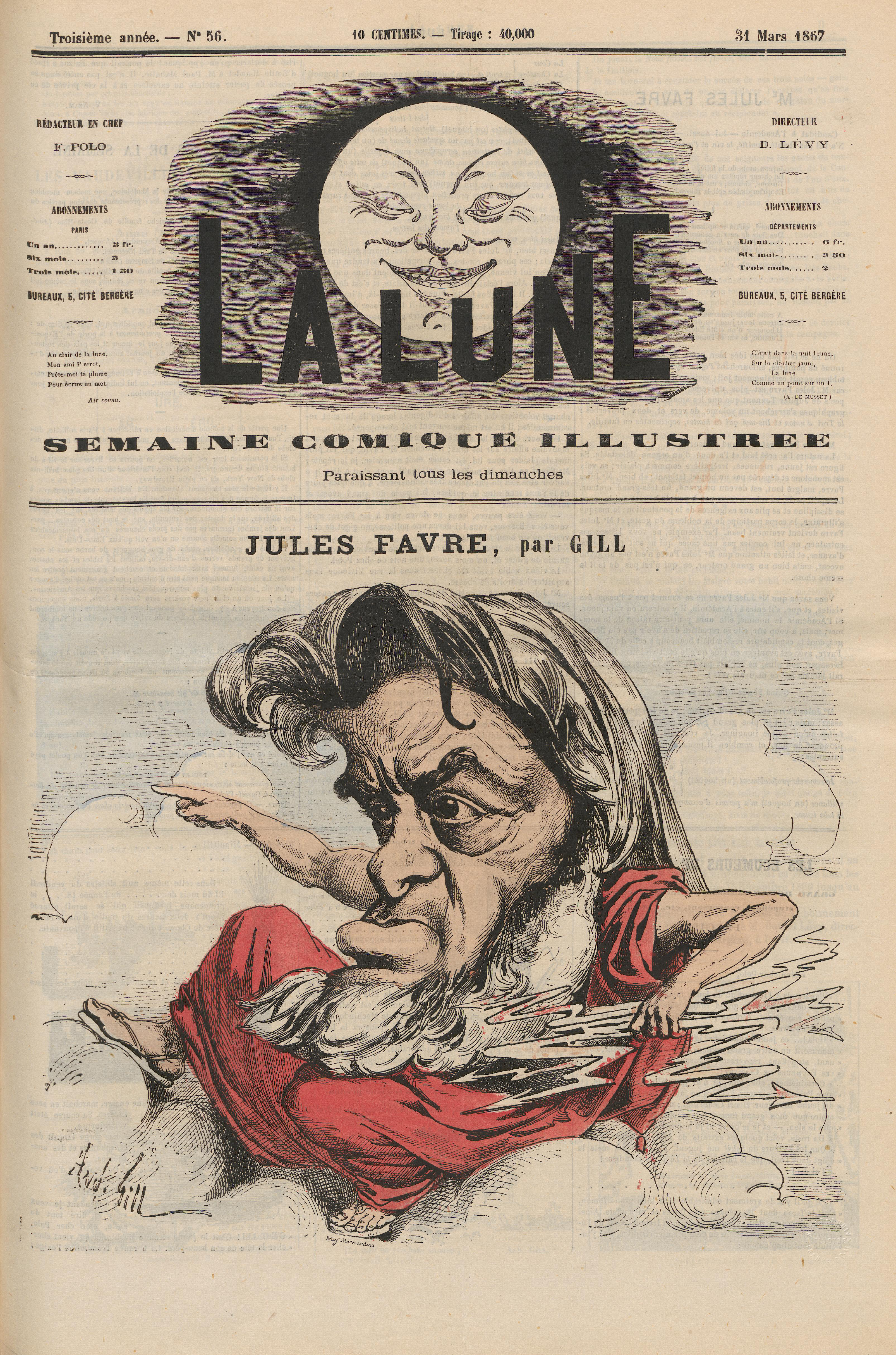
Жюль Фавр
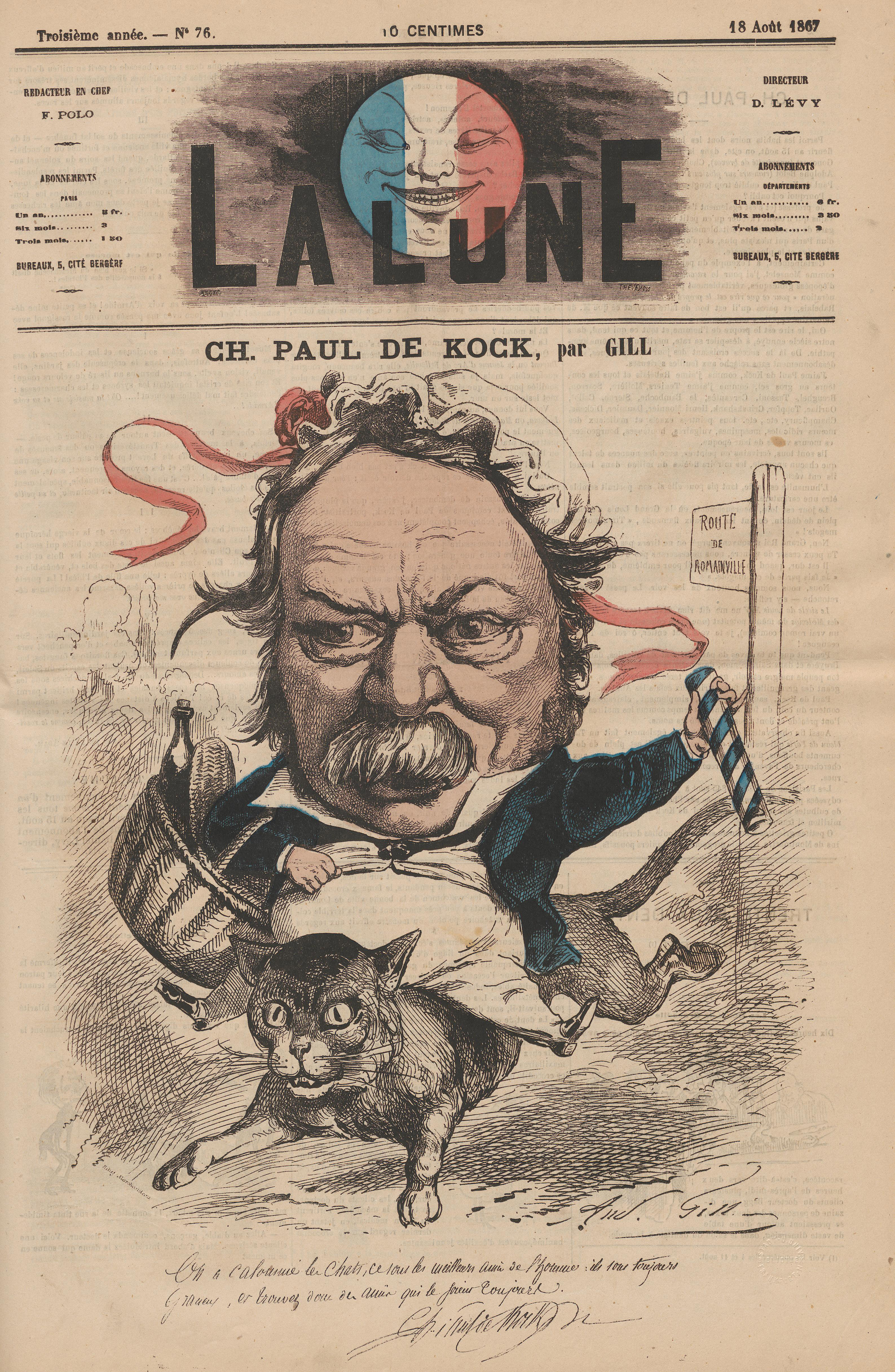
Поль де Кок
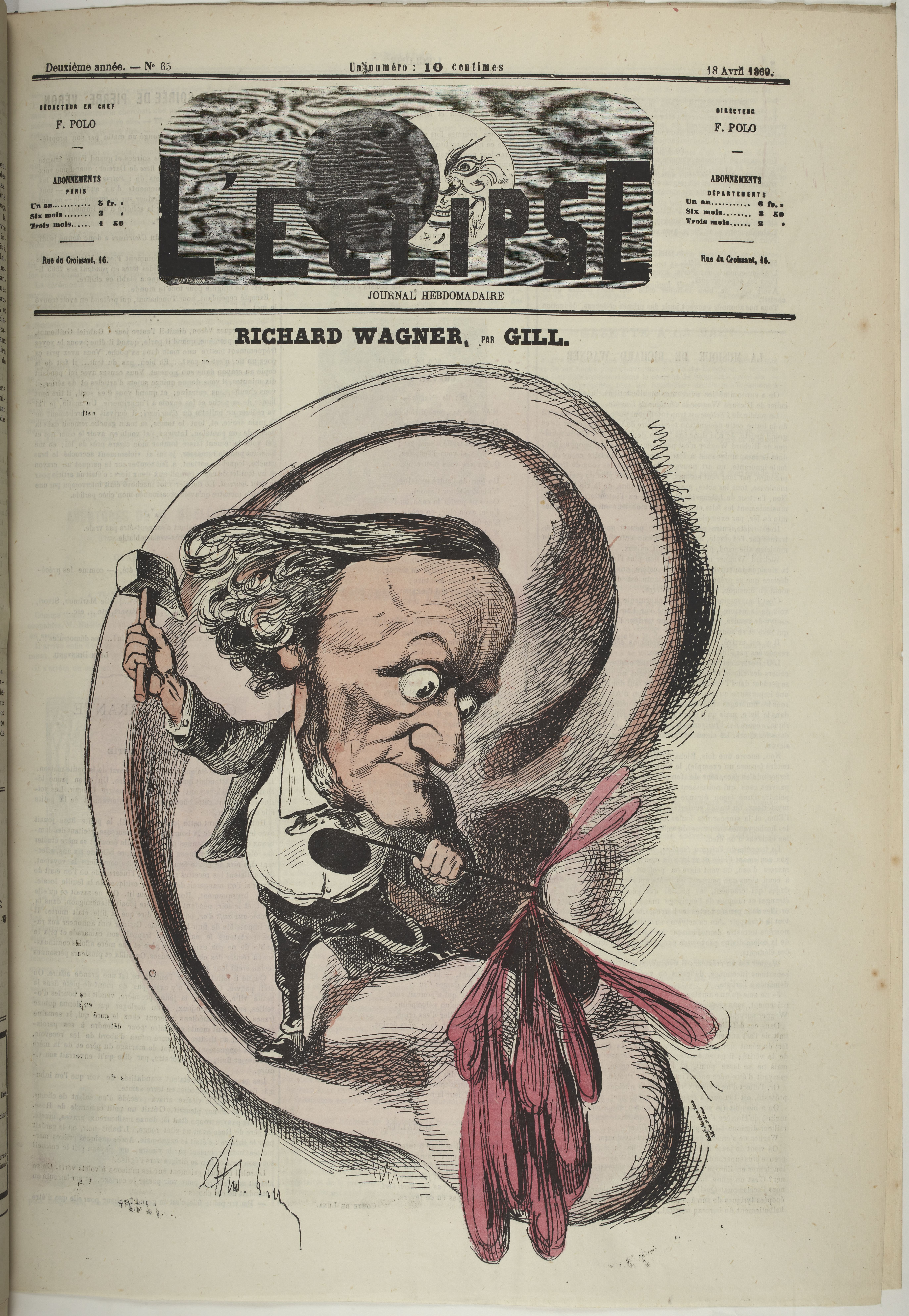
Рихард Вагнер